# 서울대학교 시흥캠퍼스
서울대학교 시흥캠퍼스는 경기도 시흥시 배곧신도시에 들어선 서울대학교의 신 캠퍼스이다. 여러 논란으로 인해 학부생의 교육은 이뤄지지 않고, 일부 대학원이 설립될 예정이다. 서울대학교 멀티캠퍼스 중 한 캠퍼스로 AI와 모빌리티 교육에 중점을 둔 캠퍼스이다.

## 반대 운동
학생들은 학교의 상업적인 돈벌이 수단이라는 점, 이원화로 인한 교육의 질 저하 등을 이유로 반대 시위를 벌이기도 했다.
서울대학교 측이 학생과의 합의를 무시하고 실시협약을 체결하자 서울대학교 학생들은 본부(행정관)를 점거하는 등의 투쟁활동을 벌이고 있다. 2017년 5월에는 단식을 하기도 했다. 한 때 반대운동이 일어났으나 학부생 수준의 대학교육 측면에서 협소한 사고방식으로 다원화된 멀티캠퍼스의 비전을 보지 못한 채 일어난 소동으로 여겨진다.